# Guitar and the Wind
| Recensione | Giudizio |
| ---------- | -------- |
| AllMusic   |          |

Guitar and the Wind è un album del chitarrista jazz statunitense Barry Galbraith, pubblicato dalla casa discografica Decca Records nel maggio del 1958.

## Tracce

### LP
Lato A
1. Bull Market (Arrangiamento di Billy Byers) – 2:47 (musica: Billy Byers) – Registrato il 16 gennaio 1958 a New York City
2. Portrait of Jennie (Arrangiamento di Al Cohn) – 3:12 (testo: Gordon Burdge – musica: J. Russel Robinson) – Registrato il 21 gennaio 1958 a New York City
3. Judy's Jaunt (Arrangiamento di Al Cohn) – 2:31 (musica: Al Gilbert) – Registrato il 28 gennaio 1958 a New York City
4. Nina Never Knew (Arrangiamento di Billy Byers) – 2:51 (testo: Milton Drake – musica: Louis Alter) – Registrato il 16 gennaio 1958 a New York City
5. Walking (Down) (Arrangiamento di Al Cohn) – 3:15 (musica: Richard Carpenter) – Registrato il 28 gennaio 1958 a New York City
6. A Gal in Calico (Arrangiamento di Al Cohn) – 3:13 (testo: Leo Robin – musica: Arthur Schwartz) – Registrato il 21 gennaio 1958 a New York City

Lato B
1. I Like to Recognize the Tune (Arrangiamento di Al Cohn) – 2:59 (testo: Lorenz Hart – musica: Richard Rodgers) – Registrato il 21 gennaio 1958 a New York City
2. Any Place I Hang My Hat Is Home (Arrangiamento di Billy Byers) – 3:10 (testo: Johnny Mercer – musica: Harold Arlen) – Registrato il 16 gennaio 1958 a New York City
3. Love Is for the Very Young – 2:51 (musica: David Raksin) – Registrato il 28 gennaio 1958 a New York City
4. Holiday (Arrangiamento di Al Cohn) – 2:54 (musica: Al Gilbert) – Registrato il 21 gennaio 1958 a New York City
5. Ya' Gotta Have Rhythm (Arrangiamento di Rufus Smith) – 3:14 (musica: Osie Johnson) – Registrato il 28 gennaio 1958 a New York City
6. What Am I Here For (Arrangiamento di Billy Byers) – 2:36 (musica: Duke Ellington) – Registrato il 16 gennaio 1958 a New York City

## Musicisti
Bull Market / Nina Never Knew / Any Place I Hang My Hat / What Am I Here For
- Barry Galbraith – chitarra
- Urbie Green – trombone
- Chauncey Welsch – trombone
- Frank Rehak – trombone
- Dick Hixson – trombone basso
- Bobby Jaspar – flauto
- Eddie Costa – pianoforte
- Eddie Costa – celeste ("Nina Never Knew")
- Milt Hinton – contrabbasso
- Osie Johnson – batteria

Portrait of Jennie / A Gal in Calico / I Like to Recognize the Tune / Holiday
- Barry Galbraith – chitarra
- Spencer Sinatra – flauto ("Portrait of Jennie", "A Gal in Calico", "I Like to Recognize the Tune") / clarinetto ("Holiday")
- Romeo Penque – corno inglese ("Portrait of Jennie") / clarinetto ("A Gal in Calico" e "Holiday") / flauto ("I Like to Recognize the Tune")
- Phil Bodner – clarinetto basso ("Portrait of Jennie" e "A Gal in Calico") / flauto ("I Like to Recognize the Tune") / clarinetto ("Holiday")
- Bobby Jaspar – clarinetto ("Portrait of Jennie") / flauto ("A Gal in Calico", "I Like to Recognize the Tune" e "Holiday")
- Eddie Costa – pianoforte
- Eddie Costa – celeste ("Portrait of Jennie")
- Milt Hinton – contrabbasso
- Osie Johnson – batteria

Judy's Jaunt / Walking (Down) / Love Is for the Very Young
- Barry Galbraith – chitarra
- Eddie Costa – pianoforte
- Bobby Jaspar – flauto
- Milt Hinton – contrabbasso
- Osie Johnson – batteria

Note aggiuntive
- Roy Pinney – foto copertina album originale
- Burt Korall – note retrocopertina album originale [3]